# Siaur
Siaur is een bestuurslaag in het regentschap Sijunjung van de provincie West-Sumatra, Indonesië. Siaur telt 1326 inwoners (volkstelling 2010).